# Entente urbaine de football de Mbanza-Ngungu
L’Entente urbaine de football de Mbanza-Ngungu (Eufngungu) est la ligue de football de haut niveau de la ville de Mbanza-Ngungu. Chaque année, des clubs de l’Eufngungu sont relégués vers l’Entente urbaine de football de Mbanza-Ngungu D2, et les promus montent en LIFKOCE. Cette ligue fait partie de la Fédération congolaise de football association (FECOFA).
En 2012, l’Eufmat devient une 3e Division, à la suite de la création d’une 1re Division répartie en trois groupes. En 2018, l’Eufmat devient une 4e Division, à la suite de la création d’une 2e Division répartie en groupes.

## Palmarès
- 2004 : SC Cilu (Lukala)[2]
- 2007 : SC Cilu (Lukala) [2]